# Gare de Åneby
La gare de Åneby est une gare ferroviaire norvégienne de la Gjøvikbanen. Ouverte en 1905, soit trois ans après l'ouverture de la ligne, elle a été automatisée en 1972 et ne compte plus de personnel depuis.

## Situation ferroviaire
Établie à 204,6 mètres d'altitude, la gare est située à 27,73 km d'Oslo.

## Service des voyageurs

### Accueil
La gare est équipée d'un parking. Elle n’a ni guichet ni automate, mais des aubettes sur les quais.

### Desserte
La gare est desservie  par des trains locaux et régionaux en direction de Jaren, Gjøvik et Oslo.

### Intermodalité
Des bus font halte à la gare.